# شی آستار
شی آستار (انگلیسی: Shay Astar؛ زادهٔ ۲۹ سپتامبر ۱۹۸۱) بازیگر و خواننده اهل ایالات متحده آمریکا است. وی از سال ۱۹۹۱ میلادی تاکنون مشغول فعالیت بوده‌است.
از فیلم‌ها یا برنامه‌های تلویزیونی که وی در آن نقش داشته‌است می‌توان به سومین سنگ بعد از خورشید و ترس احمقانه ارنست اشاره کرد.